# Roy (Utah)
Roy è un comune degli Stati Uniti d'America, nella contea di Weber nello Stato dello Utah.